# Secret Society of Second-Born Royals
Secret Society of Second-Born Royals (bra: Sociedade Secreta dos Segundos Filhos Reais) é um filme de super-herói e fantasia científica estadunidense de 2020 dirigido por Anna Mastro. O roteiro é co-escrito por Alex Livak e Andrew Green, baseado em uma história original de Litvak, Green e Austin Winsberg. Zanne Devine, Mike Karz e Winsberg atuam como produtores. Peyton Elizabeth Lee, Niles Fitch, Ashley Liao, Olivia Deeble, Isabella Blake-Thomas, Noah Lomax, Skylar Astin e Élodie Yung estrelam o filme. O filme foi produzido em parceria com o Disney Channel, e recebeu avaliações mistas, com críticos e o público criticando sua história "clichê".
A produção foi lançada exclusivamente no Disney+ em 25 de setembro de 2020. No Brasil, o filme ficou disponível no catalógo do Disney+ durante o lançamento do serviço de streaming no país, em 17 de novembro de 2020.

## Elenco
- Peyton Elizabeth Lee como Princesa "Sam" Samantha
  - Julianna Marie Neo como Sam de 5 anos
- Niles Fitch como Príncipe Tuma
- Isabella Blake-Thomas como Princesa January
- Olivia Deeble como Princesa Roxana
- Noah Lomax como Mike Kleinberg
- Faly Rakotohavana como Príncipe Matteo
- Ashley Liao como Princesa Coroada Eleanor
  - Jessica Du como Eleanor de 8 anos
- Samuel Page como Rei Robert
- Skylar Astin como Professor James Morrow
- Élodie Yung como Rainha Catherine
- Greg Bryk como Interno 34/Tio Edmond
- Carlos Gonzalez-Vio como Pai de Mike
- Sofia Pernas como Princesa Anna

## Produção
Em março de 2019, foi relatado que Secret Society of Second-Born Royals estava em desenvolvimento para o Disney+ com os produtores executivos Austin Winsberg e Mike Karz, dirigido por Anna Mastro e escrito por Alex Litvak e Andrew Green. Em maio, Zanne Devine e Juliana Janes assinaram como produtor executivo e co-produtor, respectivamente. O roteiro é baseado em uma história original de Litvak, Green e Winsberg. Élodie Yung revelou no final daquele mês que ela havia sido escalada para o filme. O elenco foi anunciado posteriormente com Peyton Elizabeth Lee no papel principal. As filmagens principais ocorreram em Mississauga, Ontário, na Universidade de Toronto Mississauga, de 6 de maio a 29 de junho de 2019.

## Lançamento
Secret Society of Second-Born Royals foi lançado em 25 de setembro de 2020, exclusivamente no Disney+. Porém, estava previamente agendado para ser lançado em 17 de julho de 2020. No Brasil, o filme ficou disponível no catálogo do Disney+ na data de lançamento do serviço de streaming no país, em 17 de novembro de 2020.

## Recepção

### Opinião da crítica
No agregador de críticas Rotten Tomatoes, o filme mantém um índice de aprovação de 59% com base em 29 avaliações críticas, com uma classificação média de 5,41/10. O consenso dos críticos do site diz: "Secret Society of Second-Born Royals se mantém bem o suficiente para ser uma diversão de streaming – o que pode ser tudo o que seu público-alvo está procurando."
O Common Sense Media avaliou o filme com 3 de 5 estrelas, afirmando: "Os pais precisam saber que Secret Society of Second-Born Royals estrela Peyton Elizabeth Lee, de Andi Mack, e tem fantasia, aventura e algumas cenas de violência. Enquanto um grupo de adolescentes "segundos filhos da realeza" descobrem seus superpoderes secretos e são treinados para usá-los, os adolescentes são colocados em situações perigosas: são alvejados com lasers, jogados no chão, atingidos por objetos e muito mais. Um perigoso criminoso com a habilidade de mover objetos com sua mente escapa da prisão e lança uma trama mortal para acabar com a realeza do mundo. Caberá aos segundos filhos salvar as famílias reais, mesmo que isso signifique eliminar o criminoso. Os adolescentes aprendem sobre trabalho em equipe, amizade e o valor das tradições – e também sobre traição e pessoas que estão dispostas a matar para seus próprios propósitos. Existem algumas mensagens positivas aqui que podem atingir os espectadores mais jovens, incluindo personagens adolescentes que precisam dominar suas próprias inseguranças, aprender a se preocupar com outras pessoas e a passar menos tempo on-line. A personagem principal se rebela contra sua própria família real, gritando "Abaixo a monarquia!" em público e entrando sorrateiramente em um clube, embora seja menor de idade. Há um flerte leve entre os personagens adolescentes, e a linguagem se limita a "sucks" e "jerk".

### Prêmios e indicações
| Ano  | Premiação                    | Categoria                            | Indicação(ões)                       | Resultado | Ref.   |
| ---- | ---------------------------- | ------------------------------------ | ------------------------------------ | --------- | ------ |
| 2021 | Critics' Choice Super Awards | Melhor Filme de Super-herói          | Secret Society of Second-Born Royals | Indicado  | [ 14 ] |
| 2021 | Critics' Choice Super Awards | Melhor Atriz em Filme de Super-herói | Peyton Elizabeth Lee                 | Indicado  | [ 14 ] |
| 2021 | Critics' Choice Super Awards | Melhor Ator em Filme de Super-herói  | Skylar Astin                         | Indicado  | [ 14 ] |